# Château d'Assy
Pour les articles homonymes, voir Assy.
Le château d'Assy est une demeure située sur le territoire de la commune française d'Ouilly-le-Tesson dans le département du Calvados, en région Normandie.

## Localisation
Le château est situé à Ouilly-le-Tesson, au lieu-dit hameau d'Assy, dans le département français du Calvados.

## Historique
Un seigneur est mentionné à Assy dès le XIIIe siècle. Une chapelle seigneuriale, à gauche de la cour d'honneur, fondée par Jean d'Assy en 1513, et restaurée au XIXe siècle, est conservée.
Le château actuel est bâti à la fin du XVIIIe siècle pour la marquise d'Assy, née d'Aubigny, autour d'un ancien manoir du XVIe siècle. Le château est considéré comme une « œuvre majeure de l'architecture civile néo-classique de Basse-Normandie », bâtie par l'architecte argentanais Nicolas Gondouin en 1788, artisan également du château de Ri[réf. nécessaire], du château du Tréport[Où ?] ainsi que de l'hôtel Saint-Léonard à Falaise.

## Description
Le château est bâti en calcaire, tout comme la chapelle seigneuriale située à proximité.
L'originalité de l'édifice consiste en la présence de colonnes corinthiennes sur sa façade.

## Protection aux monuments historiques
L'édifice fait l'objet de deux inscriptions au titre des monuments historiques :
- la chapelle est inscrite le 13 juin 1929 ;
- les façades et les toitures du château, le vestibule d'entrée, l'escalier avec sa cage en rotonde, le bief et les pièces d'eau figurent dans ce dernier arrêté sont inscrits par arrêté du 3 octobre 2005[3].